# Nuestra Señora de los Colores
Nuestra Señora de los Colores de la Alianza es una advocación de la Virgen María, presentada por el Movimiento de Jornadas de Vida Cristiana, en el seminario de Paraná (provincia de Entre Ríos, Argentina), junto a la oración de consagración a esta advocación a petición del obispo Estanislao Esteban Karlic el 7 de noviembre de 1987, con el propósito de llevar el evangelio a imitación de la Virgen María.

## Origen de la advocación

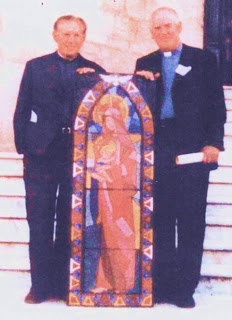
Cuadro de Nuestra Madre de los Colores

La advocación de Nuestra Señora de los Colores es presentada por primera vez el 7 de noviembre de 1987, en una jornada de convivencia, por el Movimiento Jornadas de Vida Cristiana, en el día en que la Iglesia católica recuerda a la Virgen María como "Medianera de todas las Gracias". Posteriormente El obispo monseñor Estanislao Esteban Karlic solicita una oración de consagración a la advocación como compromiso firme y serio para anunciar el evangelio, para reforzar la fe a la evangelización a imagen de la Virgen María y que se presenta el 30 de octubre de 1988 se presenta a los Padres fundadores del movimiento, Adán Recofsky y Adolfo Ruhl, misioneros del Verbo Divino en las jornadas de convivencia nacional que se celebra en Luján, Argentina, en el año 1988.

## Historia del movimiento MJVC
El Movimiento de Jornadas de Vida Cristiana es fundado en Argentina por los sacerdotes Adán Recofsky y Adolfo Ruhl en 1966, en Lomas de Zamora, en Argentina e iniciando la primera jornada de vida cristiana en octubre de 1967 en Rafael Calzada, los padres trajeron el Movimiento cuya creación surge en México en 1961 por los Hermanos Maristas encabezados por el hermano Arturo Chávez de la Mora para jóvenes que estudiaban en el Centro Universitario México, y tomando elementos de los ejercicios ignacianos y los Cursillos de Cristiandad, sin llegar a ser ninguno de ellos, pues contenían su propia orientación y pedagogía, fruto de trabajos de adaptación a la psicología y problemática juvenil, Es así que del 17 al 20 de octubre de 1967 se realiza en Calzada la primera Jornada de Vida Cristiana, en la casa de retiros "El Buen Pastor" (perteneciente a la parroquia Santísima Trinidad, a cargo de la Orden del Verbo Divino) ubicada en la Diócesis de Lomas de Zamora, en ese entonces, bajo la dirección del Obispo Monseñor Alejandro Shell.Muchos fueron los sacerdotes que sumaron su colaboración con este Movimiento a lo largo del tiempo.
En un principio, y a imitación de México, se trabajaba con jóvenes de colegio secundario (4.º y 5.º año), enviados por los institutos, pero se dieron cuenta de que, para lograr mayor perseverancia y la subsistencia del Movimiento, debían trabajar con gente de mayor edad, y es así que en 1969, comienzan a trabajar con jóvenes que ya hayan finalizado la etapa de los estudios secundarios (el límite de edades hoy se extiende desde los 18 a los 35 años de edad), independientemente de los colegios, gestándose entonces una organización propia.
A partir de ese momento, los frutos no se limitarían a una única diócesis. 
En el año 1970 se enteraron de la existencia del Movimiento, el Padre Juan Manuel Jorge de Morón y luego los Padres Pascual y Spinardi de Berisso, La Plata. En esos tiempos fueron llegando a Rafael Calzada para realizar Jornadas, jóvenes de otras diócesis, hasta que, más tarde comenzaron a realizarse jornadas directamente en sus comunidades diocesanas.
De ese modo el Movimiento se extendió por 25 diócesis, creando nuevas comunidades, enriqueciendo parroquias y revitalizando otros movimientos e instituciones juveniles.
A principios de los años ´70 se había puesto al frente del Movimiento en la diócesis de Pilar, lugar donde residía, el Padre Adán Recofsky, mientras que el Padre Adolfo Ruhl siempre lo condujo, desde la diócesis de Lomas de Zamora. Esta realidad siempre influyó en el hecho de que la sede del Secretariado Nacional, durante los primeros 33 años, alternara entre estas dos diócesis, siendo uno o el otro (tanto Adán, como Adolfo) Director Nacional del Movimiento.
El 3 de septiembre de 1984 el Movimiento de Jornadas de Vida Cristiana (M.J.V.C.) es reconocido por la E.P.A.L. (Equipo Episcopal para el Apostolado de Laicos) con lo cual, desde entonces, todos los obispos lo conocen y reconocen su incesante labor.
A lo largo de estas décadas de existencia del M.J.V.C., como es natural a lo largo de una vida, ha atravesado tantos momentos de crisis, como momentos de gran esplendor. Sin embargo nada impidió su marcha. 
Nuestros queridos sacerdotes Adán Recofsky y Adolfo Ruhl, ya han marchado a la casa del Padre Celestial; primero lo hizo Adán, el día 2 de enero del año 1996 a los 69 años de edad, mientras que Adolfo lo hizo el 26 de marzo de 2000, a los 75 años de edad.
A más de 4 décadas de la fundación del MJVC, más de 50.000 jóvenes ya han hecho su jornada, han surgido de ellas, más de 100 vocaciones sacerdotales y religiosas, se han constituido gran cantidad de matrimonios cristianos, hubo vocaciones diaconales, de laicos consagrados, y se han ganado para la Iglesia Jóvenes (de todas las épocas) comprometidos con la fe cristiana y el anuncio del Evangelio.

## Movimiento Cursillos de Cristiandad
El Movimiento nace de los Cursillos de Cristiandad iniciado por el laico Manuel Aparici Navarro, presidente nacional de acción católica en España, reconocido jurídicamente en la iglesia católica por el decreto pontificio para los laicos, el día 30 de mayo del 2004, reconociendo el organismo mundial de los cursillos de cristiandad y aprobando el estatuto de dicho organismo. El laico Manuel Aparici propone al papa Pio XI una peregrinación masiva al sepulcro del Apóstol Santiago, patrono de España, para elevar el espíritu cristiano y promover en la juventud el espíritu cristiano. Un año más tarde el papa Pio XI promulga la Encíclica "Mit Brennender Sorge", que nace a raíz de la reunión con el presidente de acción católica. En 1940 Manuel Aparici prepara los cursillos adelantados de peregrinos que inicia en la Diócesis de Mallorca, en el monasterio de San Honorato en 1949, y en 1954 los cursillos de cristiandad llegan a la península ibérica, en la casa de ejercicios espirituales de Toledo, después de los 99 cursillos de convivencia de la isla de Mallorca.
Los cursillistas desde 1949 tienen como símbolo del Movimiento una bandera de 7 colores del arco iris, y su saludo entre ellos es "De colores".

## Saludo "de colores"
Teniendo el Movimiento de Jornadas de Vida Cristiana como advocación a Nuestra Señora de los Colores, es fundamental entre los jornadistas y cursillistas saludarse siempre con este saludo "De colores", de la misma forma que el prisma descompone la luz blanca en una escala de colores variados, cada persona lleva su color que refleja un aspecto de Jesucristo. Se inicia este saludo a partir del primer cursillo en la Isla de Mallorca, a causa de un canto muy popular del folklore mexicano, titulado "De colores", al expresar la alegría de vivir y al canto de las bellezas de la creación. Su popularidad se consagra de un cursillo a otro, y acaba de imponerse como un canto tema del movimiento, aunque no ha sido reconocido oficialmente.

Dentro del Movimiento ¿Que quiere decir "de colores"?
- "De colores" es la expresión de quienes están en gracia de Dios.
- "De colores" es el saludo con que se saludan los jornadistas y cursillistas.
- "¿De colores?" es la pregunta ansiosa que un jornadista hace a otro cuando quiere saber, fraternalmente, sobre el estado de su alma.
- "De colores" es la respuesta llena de satisfacción con que responde a su hermano y en cuya respuesta se adivina una lucha de tiempo y más tiempo, empleado en la noble tarea de seguir escondiendo en su alma el tesoro divino de la gracia de Dios.
- "De colores" porque los vivos colores de la gracia que matizan y embellecen el alma de los hijos de Dios se parecen en imagen y recuerdan esos vivos colores del arco iris.
- "De colores" es un sentimiento común que es gratitud y esperanza, acción de gracias y confianza plena en Dios, reafirmarse en la fe y proyectarse hacia los demás por la caridad, en este peregrinar por la vida hacia la casa del Padre, que es el cielo.

## Oración a nuestra Señora de los colores
Oración a Nuestra Señora de los Colores de Red de Luz Comunidad de amor en junio de 2014.

Amada Madre, Nuestra Señora de los Colores, pureza virginal sin par, que bañas nuestras almas con los colores divinos del Padre, de quien todo lo bueno procede, nos consagramos a tu inmaculado Corazón, allí donde se funden los colores del cielo en armonía perfecta, irradiando la más bella sinfonía cromática de luz.
Bendita Madre, Nuestra Señora de los Colores que vives prodigando tu amor, acariciando nuestros corazones con tu ternura infinita, te damos gracias por derramar a todos tus hijos, sin excluir a ninguno, los colores que necesitamos para transitar el camino que nos lleva a tu Hijo Jesús. Gracias porque nos das fuerzas en cada paso y nos llevas de la mano, regalándonos tu dulce fragancia exquisita junto a cada color que nos obsequias. 

Con el verde de la esperanza y la salud cuando estamos desalentados y enfermos, Con el blanco de tu pureza cuando estamos sumergidos en bajezas mundanas, Con el rosa de tu amor y dulzura cuando nos sentimos solos y creemos que nadie nos ama, Con el celeste azul cielo nos proteges bajo tu manto como sólo puede hacerlo La Madre capitana de los ejércitos de Dios, con fortaleza, justicia y fe, cuando el enemigo nos quiere dañar o arrebatar la paz. Con el rojo del poder de la Sangre de Cristo, que heredó de ti, única esposa del Padre, para que podamos levantarnos cuando caemos, Con la fuerza y la plenitud del amarillo del nuevo sol que haces nacer en cada corazón, Con la alegría del naranja con que pintas nuestras almas cuando nos sentimos tristes, Con el púrpura cuando nos arrepentimos de nuestras ofensas y clamamos misericordia y perdón, y con tu luz multicolor cuando oramos en comunidad de amor.

Y tú, Reina del cielo y de la tierra, resplandeces en la red de Luz, derramando a tu paso la más bella lluvia de rosas con los pigmentos del paraíso sobre nuestros pedidos y necesidades, bañando la tierra e impregnándola con la unión de todos los colores, que danzan en armonía, brillando y sonriendo, mientras pintas nuestras almas, familias y comunidades, países, continentes y el mundo entero.

Amada Mamita, Reina de los Colores, te pedimos que pintes siempre en nuestras mentes y corazones los divinos colores celestiales con tu delicada mano de artista universal, y esta humanidad haga el cambio interno necesario para alcanzar la paz, la alegría y la justicia en todos los órdenes, amando al prójimo como a nosotros mismos, amando a la naturaleza, sintiéndola parte nuestra y conviviendo con ella en armonía. Amando a toda vida en toda la divina creación, buscando la unidad de todos dentro del Corazón de Dios, recreando el nuevo reino del amor y la misericordia donde todos unidos viviremos felices. Amen